# Третя Українська Республіка (політична партія)
Третя Українська Республіка — політична партія в Україні, створена в 1999 році.
Політична партія «Третя Українська Республіка» існує паралельно з громадянською ініціативою «Третя Українська Республіка», заснованою Юрієм Луценком у 2013 році.

## Попередні назви
- 13 травня 1999 — 2010: Партія «Вперед, Україно!»
- 13 квітня 2010 — 2014: Політична партія «Народна Самооборона»
- з 1 липня 2014 — Політична партія «Третя Українська Республіка»

## Історія

### Вперед, Україно!
6 лютого 1999 року була заснована партія «Вперед, Україно!». Головою партії став Віктор Мусіяка. 13 травня вона була зареєстрована міністерством юстиції. 22 травня відбувся перший з'їзд партії.
На президентських виборах 1999 року партія «Вперед, Україно!» підтримала кандидатуру Олександра Мороза. 2000 року партія припинила співпрацю з СПУ. Заступником голови партії став Володимир Сівкович. 2001 року Сівкович став виконувачем обов'язки голови партії.
У грудні 2001 році партія ухвалила рішення про входження до виборчого блоку «Наша Україна». Посаду голови партії знову обійняв Віктор Мусіяка. На парламентських виборах 2002 року партія в складі виборчого блоку «Наша Україна» увійшла до Верховної ради четвертого скликання. 8 вересня 2005 року внаслідок реорганізації депутатської групи „Демократична Україна” у Верховній Раді України утворилася депутатська фракція політичної партії “Вперед Україно”. До її складу увійшло 19 народних депутатів, керівником було обрано народного депутата Ігоря Шарова. Уповноваженими представниками були Ігор Шаров, Віктор Мусіяка і Микола Нощенко.  
У парламентських виборах 2006 року партія «Вперед, Україно!» брала участь самостійно, але не отримала потрібної кількості голосів (лише 6 934 голоси — 0,02 %, останнє місце серед 45 кандидатів).
У січні 2007 року екс-міністр внутрішніх справ України Юрій Луценко створив громадянський рух «Народна самооборона». Згодом було ухвалено рішення про перетворення руху на політичну партію шляхом об'єднання з політичною партією «Вперед, Україно!», члени якої були активними учасниками руху «НС».
У квітні 2007 року на об'єднавчому з'їзді партій «Вперед, Україно!» і «Християнсько-демократичного союзу» було вирішено створити виборчий блок для участі в парламентських виборах 2007 року. Пізніше ці партії увійшли до єдиного блоку націонал-демократичних сил України «Наша Україна — Народна самооборона» (НУНС). За підсумками виборів блок «Наша Україна — Народна самооборона» посів третє місце, отримавши 14,15 % голосів (72 місця в парламенті). У складі фракції НУНС в парламенті діє депутатська група «Народна Самооборона».

### Народна Самооборона
13 квітня 2010 року партія «Вперед, Україно!» отримала свідоцтво від міністерства юстиції про перейменування партії «Вперед, Україно!» в політичну партію «Народна Самооборона». Упродовж всього існування «Народної Самооборони» її лідером був Юрій Луценко.
28 грудня 2011 року стало відомо, що партії «Батьківщина» і «Народна самооборона» сформують єдиний список кандидатів у депутати на парламентських виборах в 2012 році.
У лютому 2012 року лідер партії Юрій Луценко був засуджений до 4 років позбавлення волі. Вирок був розкритикований українською опозицією і європейськими політиками як випадок політичної заангажованості та вибіркового переслідування.
У березні 2012 року Юрій Луценко заявив про те, що партія «Народна Самооборона» буде приєднана до партії «Батьківщина».
19 жовтня 2012 року «Народна самооборона» разом із іншими демократичними силами, що входили до Об'єднаної опозиції «Батьківщина», підписала політичну угоду про створення коаліції демократичних сил у Верховній Раді VII скликання.
У квітні 2013 року, після виходу із Менської виправної колонії, лідер «Народної самооборони» Юрій Луценко в ефірі телеканалу ТВі повторно підтвердив, що політичний проект «Народна самооборона» припинив існувати у 2012 році, коли партія влилася із Батьківщиною напередодні виборів до ВР. Проте, юридично партія не була ліквідована.

### Третя Українська Республіка
Після свого звільнення Юрій Луценко заявив про намір створити новий громадський рух «Третя Республіка», який буде прив'язано до майбутніх президентських виборів, а одним з його підсумків стане підтримка одного з кандидатів у президенти.
У 2014 році відбувся технічний з'їзд «Народної самооборони», на якому внесли зміни у статут, перейменували партію на «Третя Українська Республіка».
1 липня 2014 було зареєстровано нову назву партії — «Третя Українська Республіка».

## Програма, ідеологія
Партія виступає за повне перезавантаження влади та втілення інших рішень Майдану в життя; рішучий спротив російській агресії; європейську інтеграцію України. Робить ставку на участь молодих громадян у державотворчих процесах.
Партія також активно просувала себе в інтернеті, щоправда до того часу, як Юрій Луценко почав асоціювати себе з політичною силою Петра Порошенка.

### Сучасні
- Офіційний сайт
- Канал на YouTube [Архівовано 1 липня 2014 у Wayback Machine.]
- Твіттер [Архівовано 3 липня 2014 у Wayback Machine.]
- Вконтакт [Архівовано 29 серпня 2014 у Wayback Machine.]
- Фейсбук
- Google+

### Історичні
- Офіційний сайт
- Партія «Вперед, Україно!» на виборах 2006 року
- Партія «Вперед, Україно!» на сайті «Політичний компас виборця»

| Політичні партії і рухи | Це незавершена стаття про політичну партію України. Ви можете допомогти проєкту, виправивши або дописавши її. |